# Heidmoor
Heidmoor er en by og en kommune i det nordlige Tyskland, beliggende i Amt Bad Bramstedt-Land i
den vestlige del af Kreis Segeberg. Kreis Segeberg ligger i den sydøstlige del af delstaten Slesvig-Holsten.

## Geografi
Heidmoor ligger omkring otte kilometer sydvest for Bad Bramstedt. Mod nord går Bundesstraße B206 fra Bad Bramstedt mod Itzehoe, mod øst går B4 og motorvejen A7 fra Hamborg mod Bad Bramstedt.
Mod vest grænser Heidmoor til Kreis Pinneberg og Kreis Steinburg.